# 磯野文斎
磯野 文斎（いその ぶんさい、生没年不詳）とは、江戸時代の長崎の浮世絵師、版元。

## 来歴
渓斎英泉の門人。姓は磯野、名は信春。通称由平。文彩、文斎、文彩堂と号す。長崎の今鍛冶屋町角で版元文彩堂大和屋を営んだ。大和屋由平を省略して大由とも称す。文政4年（1821年）頃に江戸に住んでいたといわれており、江戸で渓斎英泉に絵を学んだ後、文政6年（1823年）ごろ長崎に戻り、版元を営業しながら学んだ技法を生かして長崎絵を描いた。作画期は文化末から安政の頃にかけてで、版元としての活動は弘化から安政頃にかけてである。弘化以降は江戸絵風の特色を持った作品を無落款で多数制作している。文政元年（1818年）刊行の『狂歌鄙鶯集』では北渓が作画を担当し、文斎は「文斎万陀良」と称して編集を行った。

## 作品
- 『狂歌御国ふり』　狂歌本　※文化13年（1816年）刊行
- 『狂歌長嬴集』　絵入狂歌本　※文政4年（1821年）刊行、宿屋飯盛、芍薬亭長根編。魚屋北渓との共画
- 『狂歌鄙鶯集』　※文政元年刊行
- 『長崎土産』　地誌　※弘化4年（1847年）正月刊行。奥付に「江戸渓斎池田英泉義信門人　文斎磯野信春著併画」の署名あり
- 「長崎八景」　横小判錦絵8枚揃　※「立山秋月」など、弘化頃
- 「魯西整儀　写真鑑」　錦絵　※嘉永6年（1853年）
- 「聖寿山崇福禅寺之図」　横大判錦絵